# Chinnarat Siriphongchawalit
Chinnarat Siriphongchawalit (ชินรัฐ สิริพงษ์ชวลิต; nascido em 28 de novembro de 1993), conhecido pelo apelido de Mike (ไมค์) é um ator, cantor, modelo e comissário de bordo tailandês. Ele é mais conhecido por seus papéis em Our Skyy (2018), Theory of Love (2019), 2gether (2020) e Tonhon Chonlatee (2020).

## Início da vida e educação
Mike nasceu na Tailândia em 28 de novembro de 1993. Ele tem uma irmã mais velha, Chanakarn S.. Mike se formou na Faculdade de Economia da Universidade Kasetsart. Ele era líder de torcida na época da faculdade.

## Carreira
Em 2018, Mike foi contratado como artista pela agência de produção e talentos GMMTV. Nesse mesmo ano, ele fez sua estreia como ator como Toey, personagem coadjuvante na série Our Skyy. Desde então, ele seguiu tendo papéis coadjuvantes em séries da GMMTV como Bone em Theory of Love (2019), Man em 2gether (2020), Nai em Tonhon Chonlatee (2020), JJ em Star and Sky: Sky in Your Heart (2022), Chok em Mama Gogo (2022), e Jack em A Boss and a Babe (2023). Ele também teve papeis coadjuvantes nos filmes Please (Her) (2020) e 2gether: The Movie (2021).
Em dezembro de 2023, seu contrato com a GMMTV terminou. Em 2024, Mike estreou como Oh, personagem coadjuvante na série Your Sky da One31. Em 2025, ele começou a trabalhar como comissário de bordo.

## Filmografia

### Cinema
| Ano  | Título             | Personagem | Notas            |
| ---- | ------------------ | ---------- | ---------------- |
| 2020 | Please (Her)       | Oh         | Papel recorrente |
| 2021 | 2gether: The Movie | Man        | Papel recorrente |

### Televisão
| Ano  | Título                          | Personagem                | Notas            | Canal        |
| ---- | ------------------------------- | ------------------------- | ---------------- | ------------ |
| 2018 | Our Skyy                        | Toey                      | Papel recorrente | GMMTV        |
| 2019 | Wolf                            | Tum                       | Papel convidado  | GMMTV        |
| 2019 | Nobody Happy                    | Lion                      | Papel recorrente | LINE TV      |
| 2019 | Theory of Love                  | Boripat Kiatkul (Bone)    | Papel recorrente | GMMTV        |
| 2020 | 2gether                         | Man                       | Papel recorrente | GMMTV        |
| 2020 | Tonhon Chonlatee                | Nai                       | Papel recorrente | GMMTV        |
| 2021 | Oh My Boss                      | Kamei                     | Papel recorrente | GMMTV        |
| 2021 | 46 Days                         | Yoo                       | Papel recorrente | GMMTV        |
| 2021 | Baker Boys                      | Noom                      | Papel convidado  | GMMTV        |
| 2021 | F4 Thailand: Boys Over Flowers  |                           | Papel convidado  | GMMTV        |
| 2022 | The War of Flowers              | Namchiao (Nam)            | Papel recorrente | GMMTV        |
| 2022 | Star and Sky: Star in My Mind   | JJ                        | Papel convidado  | GMMTV        |
| 2022 | Star and Sky: Sky in Your Heart | JJ                        | Papel recorrente | GMMTV        |
| 2022 | Mama Gogo                       | Chok                      | Papel recorrente | GMMTV        |
| 2022 | Good Old Days                   | Bartender                 | Papel convidado  | GMMTV        |
| 2023 | A Boss and a Babe               | Jack                      | Papel recorrente | GMMTV        |
| 2023 | Our Skyy 2                      | Jack                      | Papel recorrente | GMMTV        |
| 2023 | Midnight Museum                 | Ladrão                    | Papel convidado  | GMMTV        |
| 2023 | Wednesday Club                  |                           |                  | GMMTV        |
| 2024 | Beauty Newbie                   | Mac                       | Papel recorrente | GMMTV        |
| 2024 | Your Sky                        | Atthiphong Wongnithi (Oh) | Papel recorrente | iQIYI, One31 |